# Buenaventura (Colombia)
Buenaventura è un comune della Colombia facente parte del dipartimento di Valle del Cauca.
L'abitato venne fondato da Juan de Ladrilleros su ordine di Pascual de Andagoya nel 1540.
Si trova a un centinaio di chilometri a nordovest del capoluogo Cali. Gran parte del suo abitato è sito sull'isola di Cascajal, nella baia di Buenaventura, che è unita alla terraferma da un viadotto lungo 180 m.
È il principale porto colombiano sul Pacifico.

## Geografia fisica
A sud, Buenaventura confina con aree paludose che si estendono fino al comune di López de Micay, mentre a nord è delimitata dai territori ricoperti di foresta pluviale del dipartimento di Chocó. Il territorio rientra nella regione ecologica della foresta umida tropicale, caratteristica della Costa Pacifica colombiana, una delle aree più ricche di biodiversità del paese.
Buenaventura presenta un clima equatoriale umido, classificato come Af secondo la classificazione di Köppen. Le precipitazioni sono abbondanti durante tutto l’anno, con una piovosità media annua che supera i 6.000 mm, rendendola una delle aree più piovose della Colombia e del mondo. Le temperature si mantengono elevate e relativamente costanti, con una media annuale di circa 26–28 °C. L’umidità relativa è quasi sempre superiore all’80%, contribuendo a un ambiente caldo e afoso.

Non esistono stagioni secche marcate: anche nei mesi meno piovosi, le precipitazioni restano consistenti. Questa combinazione di elevate piogge, temperature costanti e alta umidità favorisce la rigogliosa vegetazione della foresta pluviale tropicale che caratterizza la regione.
| Dati meteo di Buenaventura   | Mesi  | Mesi  | Mesi  | Mesi  | Mesi  | Mesi  | Mesi  | Mesi  | Mesi  | Mesi  | Mesi  | Mesi  | Anno    |
| Dati meteo di Buenaventura   | Gen   | Feb   | Mar   | Apr   | Mag   | Giu   | Lug   | Ago   | Set   | Ott   | Nov   | Dic   | Anno    |
| ---------------------------- | ----- | ----- | ----- | ----- | ----- | ----- | ----- | ----- | ----- | ----- | ----- | ----- | ------- |
| T. max. media (°C)           | 29,6  | 30,6  | 30,9  | 31,1  | 30,9  | 30,4  | 30,3  | 30,4  | 30,2  | 30,0  | 29,6  | 29,6  | 30,3    |
| T. media (°C)                | 25,8  | 26,1  | 26,4  | 26,4  | 26,3  | 26,0  | 25,9  | 26,0  | 25,9  | 25,7  | 25,6  | 25,7  | 26,0    |
| T. min. media (°C)           | 22,9  | 23,1  | 23,1  | 23,1  | 22,9  | 22,7  | 22,7  | 22,7  | 22,7  | 22,6  | 22,7  | 22,7  | 22,8    |
| Precipitazioni (mm)          | 413,9 | 290,9 | 392,7 | 530,2 | 618,9 | 533,3 | 578,3 | 666,2 | 781,2 | 807,3 | 713,9 | 571,4 | 6 898,2 |
| Giorni di pioggia            | 22    | 18    | 21    | 23    | 25    | 26    | 26    | 26    | 26    | 26    | 24    | 23    | 286     |
| Umidità relativa media (%)   | 89    | 88    | 88    | 88    | 89    | 88    | 89    | 89    | 89    | 89    | 89    | 89    | 88,7    |
| Ore di soleggiamento mensili | 86,8  | 87,5  | 96,1  | 105,0 | 99,2  | 99,0  | 114,7 | 124,0 | 93,0  | 99,2  | 87,0  | 86,8  | 1 178,3 |

## Storia

### Origini
Le origini di Buenaventura sono incerte e ancora oggetto di indagini storiche. La tradizione vuole che Buenaventura venne fondata da Juan Ladrillero nel 1540 per ordine del conquistador Pascual de Andagoya. Essa non fu inizialmente istituita come città, ma come porto fluviale o punto di approdo per imbarcazioni, situato sulle rive del fiume Anchicayá (e non sul mare come adesso).
Fu uno dei primi insediamenti fondati dagli spagnoli nella costa del Pacifico colombiano che riuscì a sopravvivere ai primi anni di vita, riusciendo a fornire uno sbocco sul mare alle città dell'interno come Popayán e soprattutto Santiago de Cali, oltre che alle miniere d'oro della regione. Tuttavia, il porto non fu esente dalle rappresaglie dei popoli nativi del luogo, e verso la fine del XVI secolo, la città fu incendiata dalle popolazioni indigene del luogo. Da allora, Buenaventura ha attraversato una storia segnata da difficoltà e incertezze che ne hanno ostacolato una definitiva affermazione: talvolta a causa di attacchi e incendi, altre volte per via delle condizioni naturali avverse.

### Fondazione della città attuale
La fondazione vera e propria dell'attuale porto e città di Buenaventura non arrivò se non nel XIX secolo e una volta stabilitasi la nuova repubblica di Colombia. Alcune fonti menzionano il ristabilimento del porto di Buenaventura nell'attuale ubicazione nell'isola di Cascajal nel 1822. Nel 1827, il generale Francisco de Paula Santander dichiara Buenaventura porto franco per l'importazione e l'esportazione sul Pacifico, e fu concesso il diritto di proprietà delle terre a coloro che edificassero sull'isola. Con questo decreto si stabilisce anche la nascita della città di Buenaventura come municipio autonomo dentro dei confini determinati. Nel mezzo delle vicessitudini politiche e militari successive all'indipendenza della Colombia, il progettà riuscirà finalmente a concretizzarsi solamente negli anni 1840-1850.
Il 18 luglio 1833, il colonnello Federico D’Croz, figura di rilievo del movimento indipendentista colombiano, posò la prima rotaia nella città di Buenaventura, dando avvio alla costruzione della ferrovia destinata a collegare il porto con la città di Cali. Questo evento segnò l’inizio di un progetto infrastrutturale strategico per l’integrazione del litorale pacifico con l’entroterra colombiano.
Successivamente, nel 1836, un decreto datato 27 marzo incoraggiò formalmente l’apertura di una via di comunicazione terrestre tra Cali e Buenaventura. Lo stesso anno, il 24 maggio, un secondo decreto concesse un privilegio legale a qualsiasi persona fisica o giuridica che si fosse impegnata nell’apertura e nello sviluppo di tale percorso, con l’obiettivo di rafforzare i collegamenti tra la costa e l’interno del paese.

### Secolo XX
Nel corso del XX secolo, Buenaventura si è affermata come il principale porto colombiano sul Pacifico. La costruzione del terminal marittimo, iniziata nel 1916, ha rappresentato un passaggio cruciale per il suo consolidamento economico. Durante gli anni successivi, diverse opere infrastrutturali e culturali hanno segnato la crescita della città.

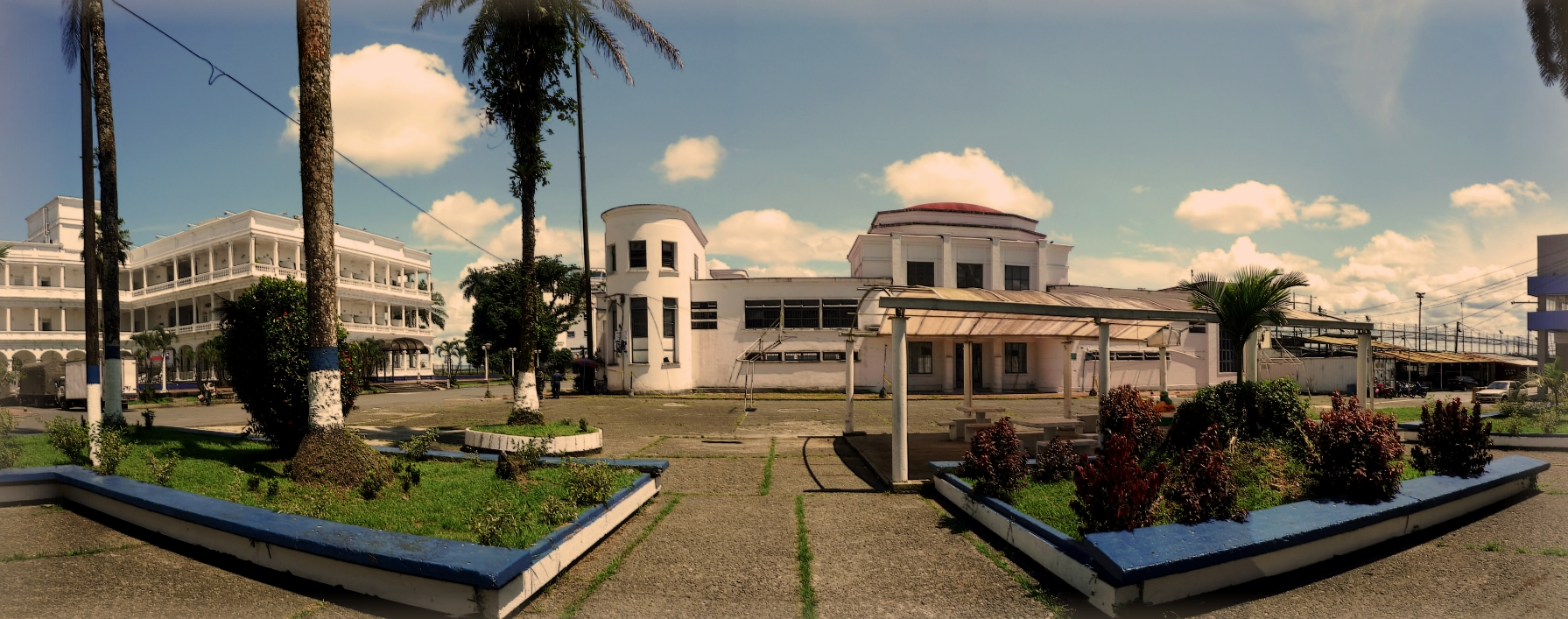
La stazione dei treni di Buenaventura (attualmente dismessa).

Negli anni Venti, l'ingegnere Pablo Emilio Páez progettò l'Hotel Estación in stile neoclassico, inaugurato nel 1925. Nel 1926 cominciarono i lavori per la strada Simón Bolívar, che collegò Buenaventura a Cali e fu per decenni la principale arteria di trasporto, fino alla costruzione della più moderna Cabal Pombo. A partire dal 1927 furono completate altre infrastrutture importanti, tra cui il ponte El Piñal e il Cine Olimpia.
Negli anni Trenta, la città vide l'apertura della prima galleria commerciale su palafitte e l’arrivo delle prime banche, tra cui il Banco di Londra (1930), il Banco de Colombia (1932) e il Banco de la República (1934). Sempre nel 1934 fu avviata la costruzione del Palacio Nacional, oggi sede del Palazzo di Giustizia. Nel 1938 furono inaugurati la stazione ferroviaria e il settimanale El Puerto, ancora in attività.
Nel 1942 fu consacrata la nuova Cattedrale di San Buenaventura, seguita, l'anno dopo, dalla fondazione del primo istituto scolastico cittadino, il Colegio Pascual de Andagoya. Nel 1954 fu istituita la Parrocchia di Nostra Signora del Carmen nel quartiere Pueblo Nuevo.
Un evento singolare nella storia culturale della città fu, nel 1973, la creazione del Balón Pesado, uno sport originale ideato dal professore Roberto Lozano Batalla e riconosciuto ufficialmente come sport distrettuale.

## Geografia antropica
Dal punto di vista amministrativo, Buenaventura si conforma come un distretto, termine con cui in Colombia si definiscono entità territoriali di secondo livello dotate di un regime legale, politico, fiscale e amministrativo indipendente.
Il distretto di Buenaventura è composto dal capoluogo municipale (cabecera municipal) e da 19 corregimientos nell'area rurale.
Il capoluogo è suddiviso in due zone: una zona insulare (l'Isola di Cascajal), dove si è sviluppata l'area portuale, e una zona continentale (El Pailón) , caratterizzata prevalentemente da un uso residenziale.